# Buprestis
Buprestis è un genere di coleotteri della famiglia Buprestidae.

## Tassonomia[1]
- Buprestis adjecta (LeConte, 1854)

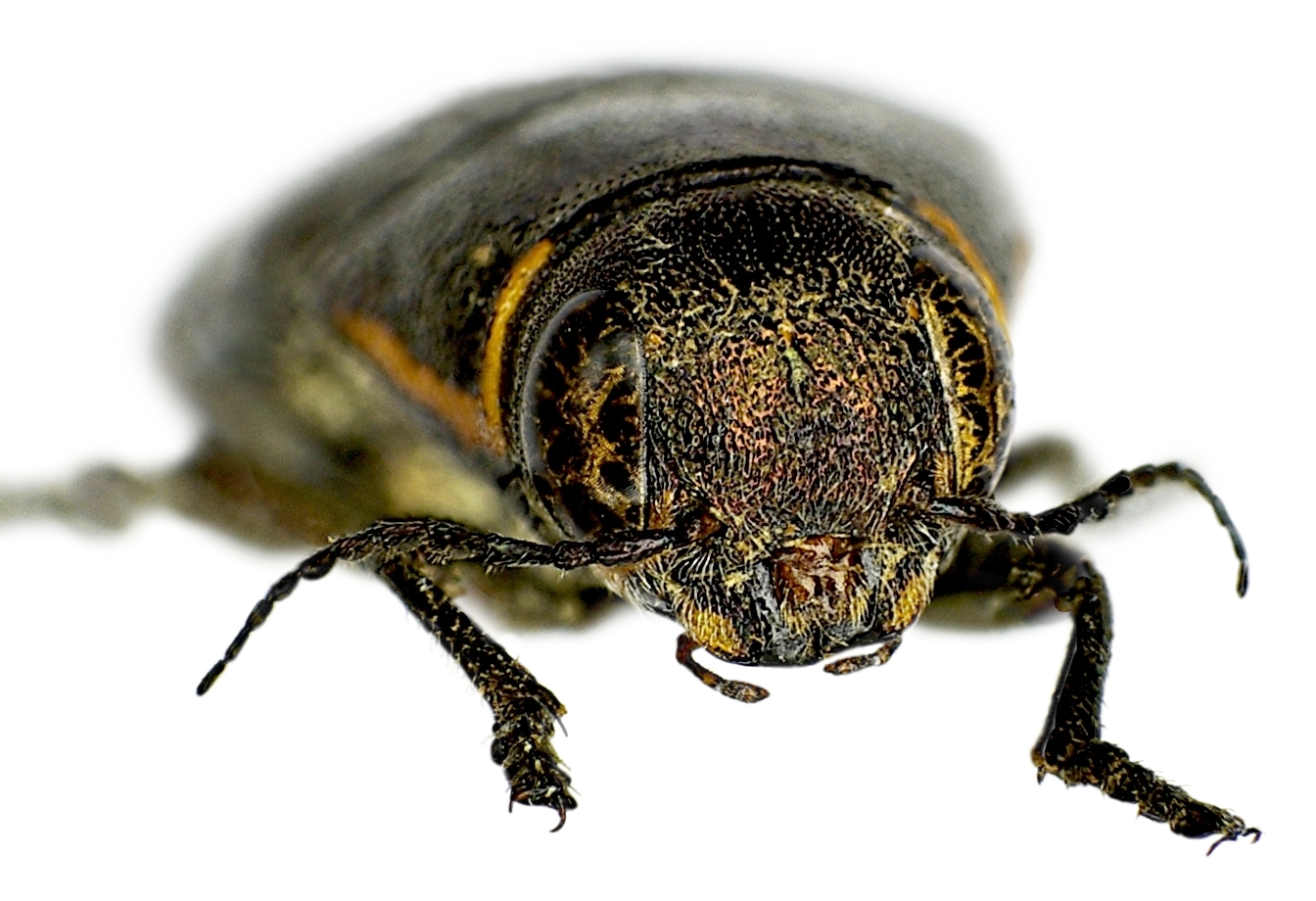
Buprestis dalmatina

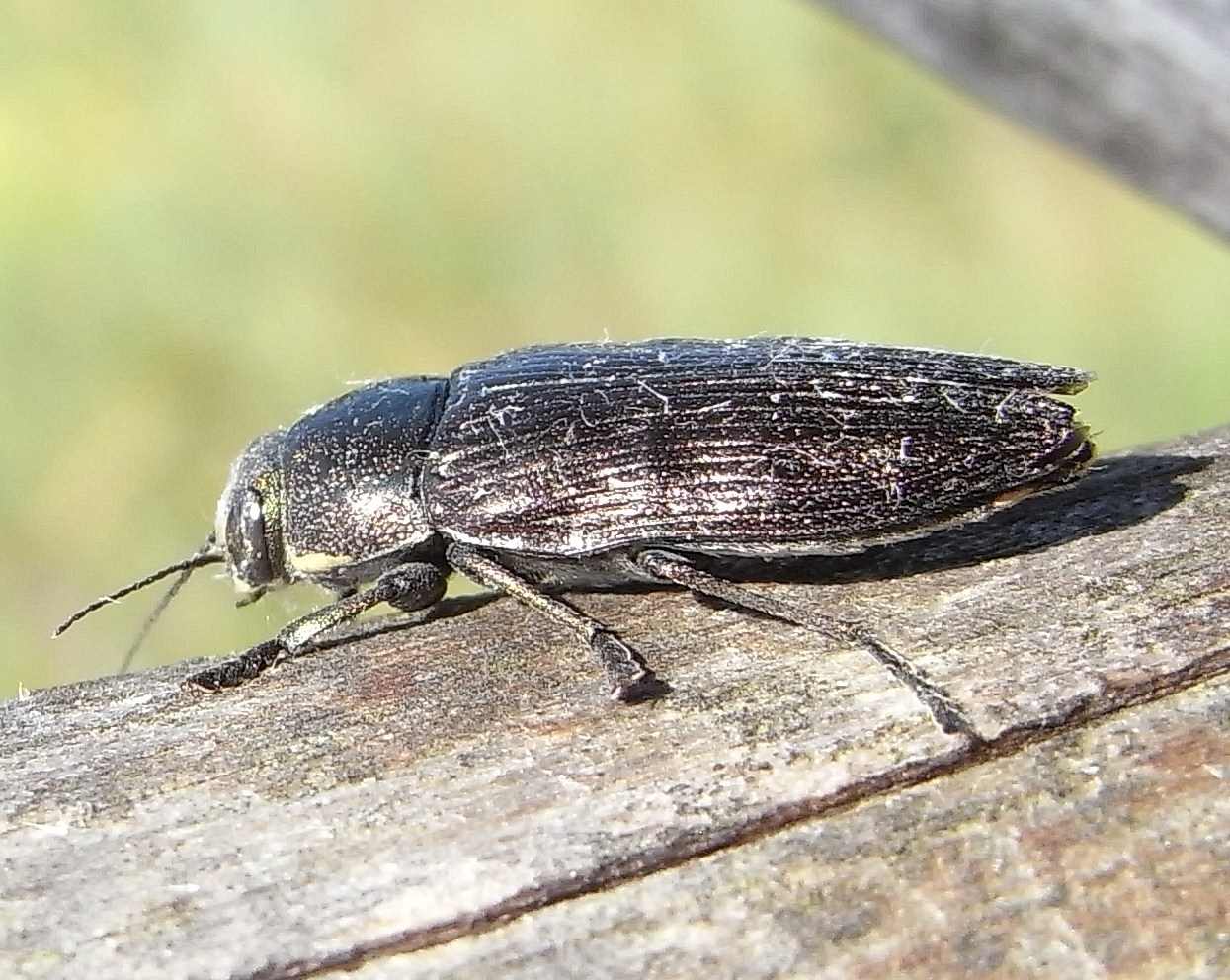
Buprestis haemorrhoidalis

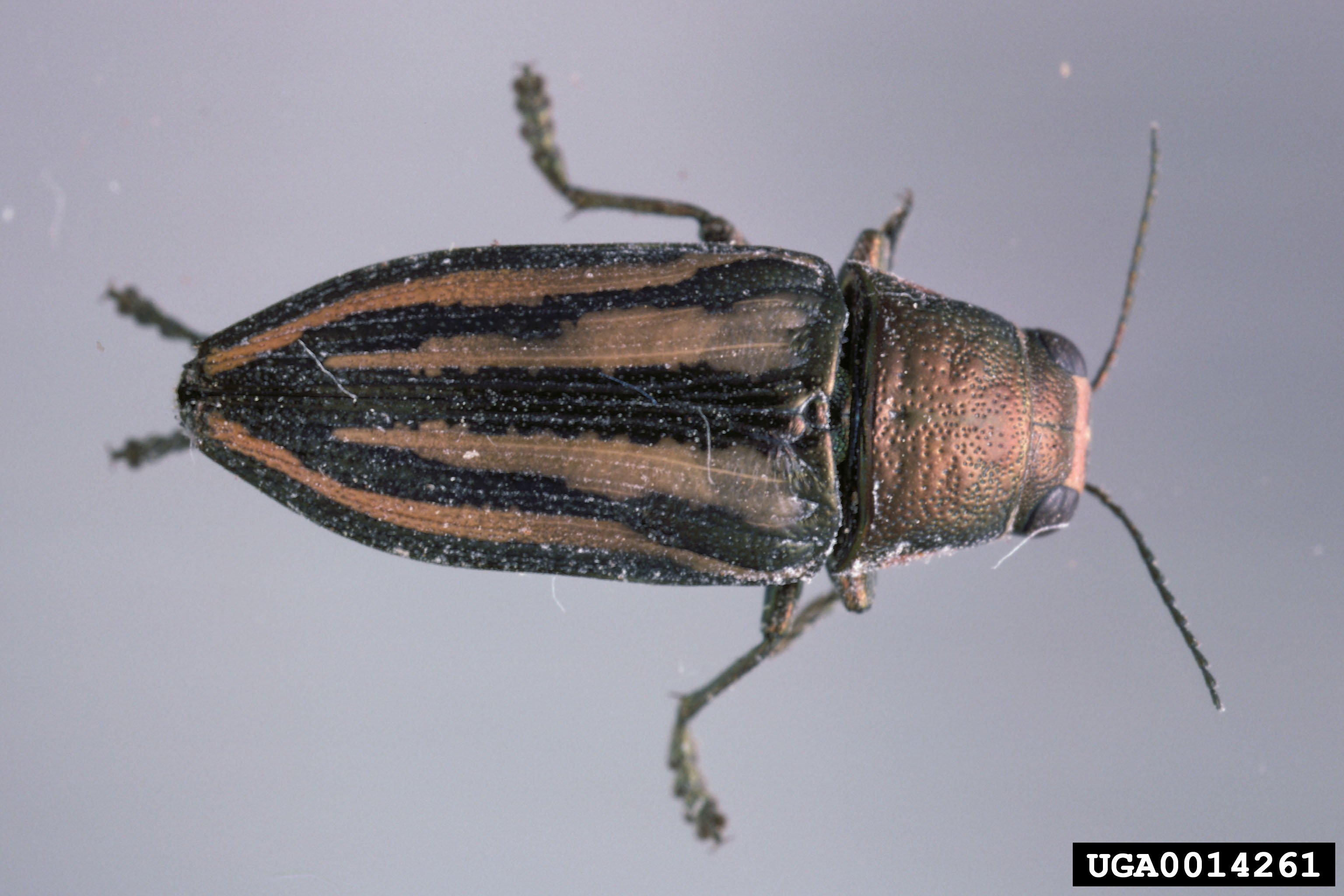
Buprestis lineata

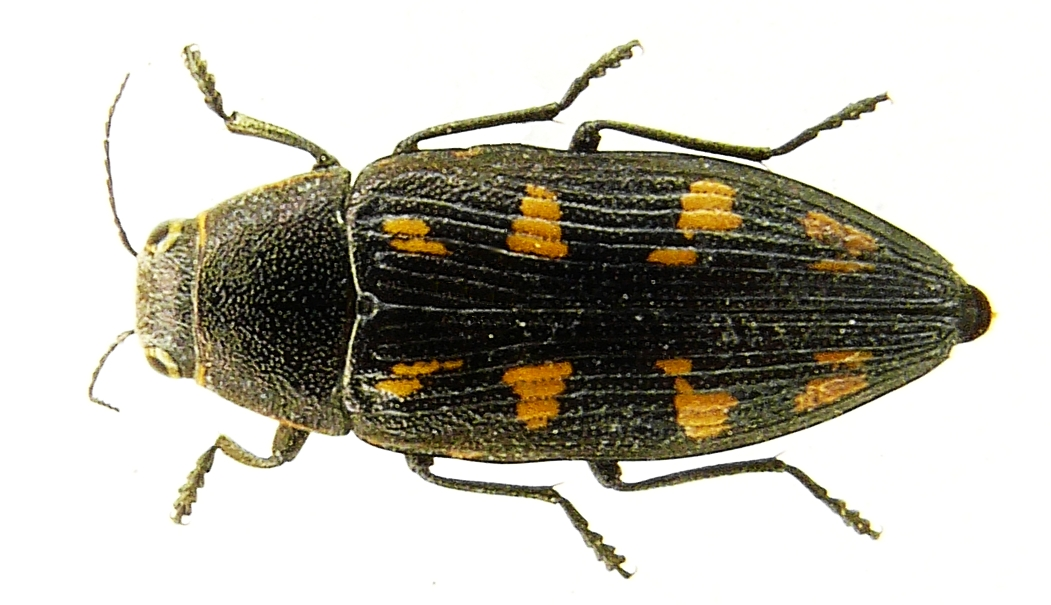
Buprestis novemmaculata

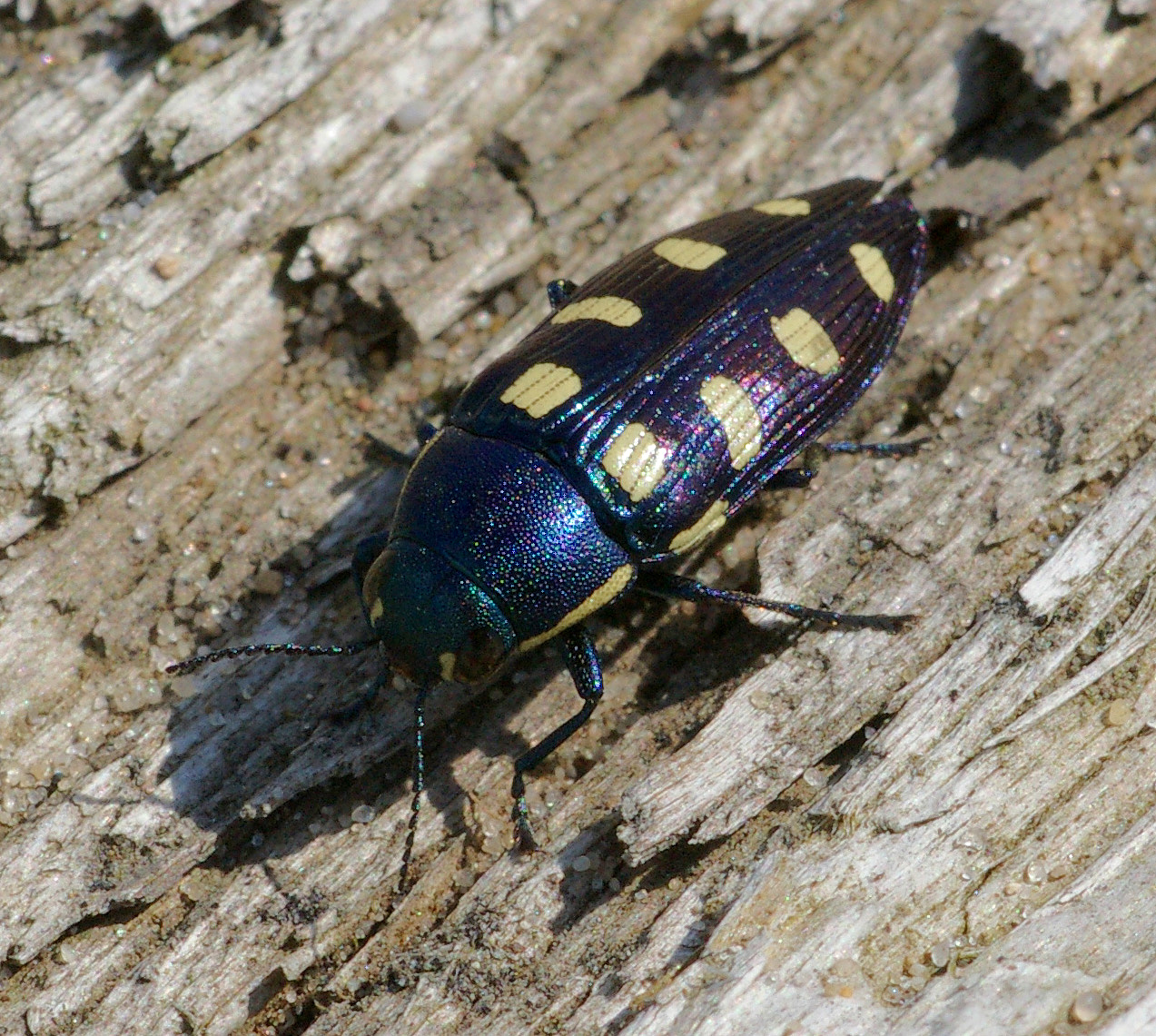
Buprestis octoguttata

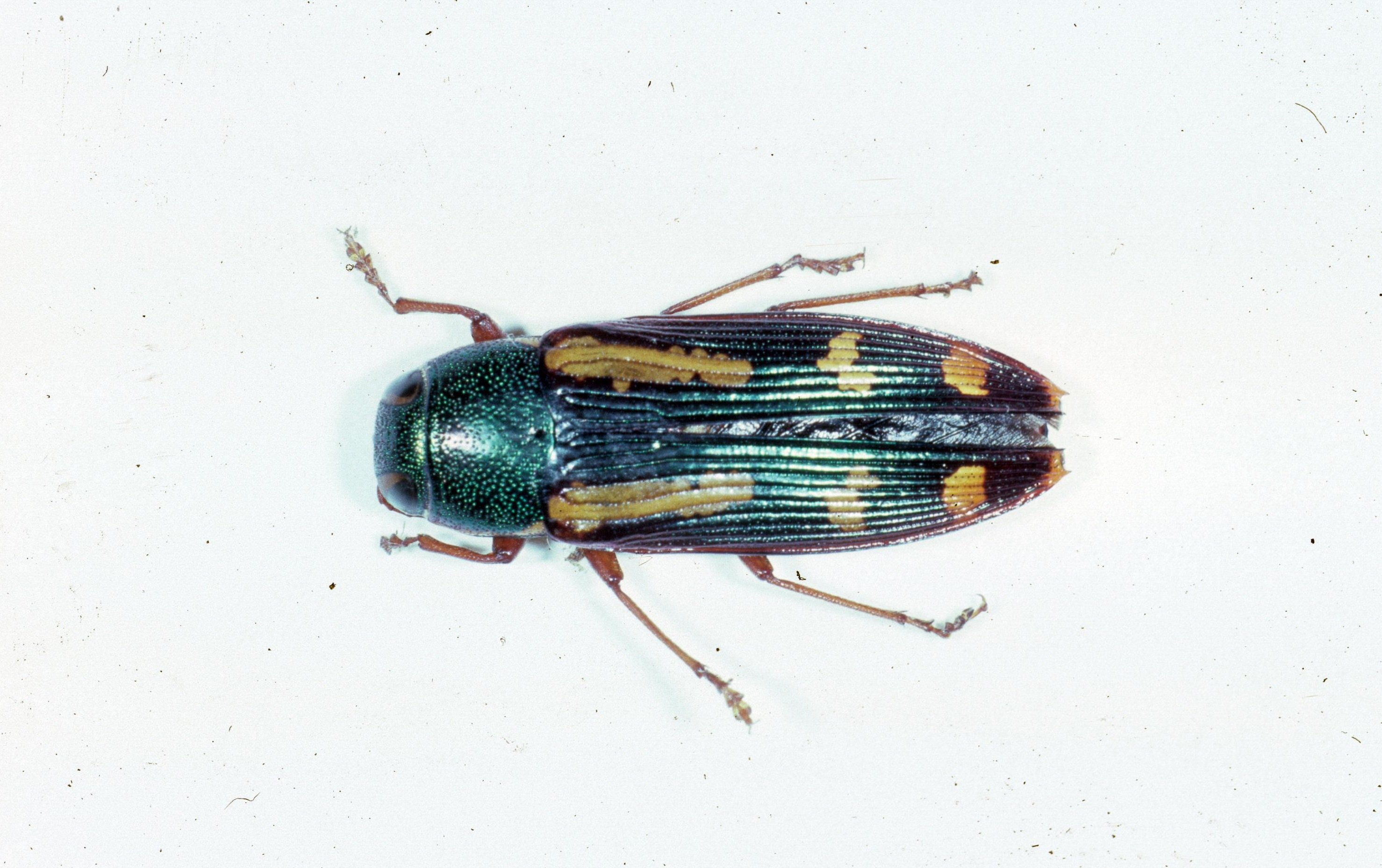
Buprestis rufipes

- Buprestis aetnensis Baviera & Sparacio, 2002
- Buprestis alemanica (Heer, 1879)
- Buprestis apicipennis Reitter, 1898
- Buprestis apricans Herbst, 1801
- Buprestis atlas Szallies, 1994
- Buprestis auratostriata (Haupt, 1950)
- Buprestis aurora Bellamy, 2011
- Buprestis aurulenta Linnaeus, 1767
- Buprestis bergevini Théry, 1911
- Buprestis bertheloti Laporte & Gory, 1837
- Buprestis bilyi Novak & Kubá, 1993
- Buprestis biplagiata Waterhouse, 1882
- Buprestis carabuho Westcott, 1998
- Buprestis catoxantha Gory, 1840
- Buprestis concinna (Heer, 1879)
- Buprestis confluenta Say, 1823
- Buprestis connexa Horn, 1875
- Buprestis consularis Gory, 1841
- Buprestis costipennis (Fairmaire, 1891)
- Buprestis cubensis Fisher, 1925
- Buprestis cupressi Germar, 1817
- Buprestis cuprostriata (Weidlich, 1987)
- Buprestis dalmatina Mannerheim, 1837
- Buprestis decemspilota Hope, 1831
- Buprestis decipiens Fisher, 1925
- Buprestis decora Fabricius, 1775
- Buprestis deleta (Heer, 1847)
- Buprestis douei Lucas, 1846
- Buprestis dumonti (Théry, 1942)
- Buprestis esakii Kurosawa, 1954
- Buprestis fairmairei Théry, 1911
- Buprestis fasciata Fabricius, 1787
- Buprestis flavoangulata (Fairmaire, 1856)
- Buprestis florissantensis Wickham, 1914
- Buprestis fremontiae Burke, 1924
- Buprestis gibbsii (LeConte, 1857)
- Buprestis gracilis (Heer, 1847)
- Buprestis griseomicans (Haupt, 1950)
- Buprestis guttatipennis Abeille de Perrin, 1900
- Buprestis haardti Théry, 1934
- Buprestis haemorrhoidalis Herbst, 1780
- Buprestis hauboldi (Weidlich, 1987)
- Buprestis hauseri Obenberger, 1928
- Buprestis heydeni (Heer, 1847)
- Buprestis hilaris Klug, 1829
- Buprestis hispaniolae Fisher, 1940
- Buprestis humeralis Klug, 1829
- Buprestis intricata Casey, 1909
- Buprestis kashimirensis Beeson, 1919
- Buprestis kruegeri (Hoscheck, 1929)
- Buprestis kudiensis Cockerell, 1926
- Buprestis laeviventris (LeConte, 1857)
- Buprestis langii Mannerheim, 1843
- Buprestis lebisi Descarpentries, 1956
- Buprestis lineata Fabricius, 1781
- Buprestis lyrata Casey, 1909
- Buprestis maculativentris Say, 1825
- Buprestis maculipennis Gory, 1841
- Buprestis magica Laporte & Gory, 1837
- Buprestis margineaurata Weidlich, 1987
- Buprestis maura Olivier, 1790
- Buprestis megistrache Cockerell, 1926
- Buprestis metallescens Abeille de Perrin, 1891
- Buprestis meyeri Heyden, 1858
- Buprestis mirabilis Kurosawa, 1969
- Buprestis novemmaculata Linnaeus, 1767
- Buprestis nutalli Kirby, 1837
- Buprestis octoguttata Linnaeus, 1758
- Buprestis panamensis Théry, 1923
- Buprestis parmaculativentris Knull, 1958
- Buprestis picta Waterhouse, 1882
- Buprestis piliventris Waterhouse, 1882
- Buprestis pongraczi Weidlich, 1987
- Buprestis pristina (Heyden, 1862)
- Buprestis prospera Casey, 1909
- Buprestis redempta (Heyden, 1859)
- Buprestis rufipes Olivier, 1790
- Buprestis rustica Linnaeus, 1758
- Buprestis rusticana (Heer, 1847)
- Buprestis salisburyensis Herbst, 1801
- Buprestis salomonii (Thomson, 1878)
- Buprestis samanthae (Hattori & Tanaka, 2007)
- Buprestis sanguinea Fabricius, 1798
- Buprestis saxigena Scudder, 1879
- Buprestis scudderi Wickham, 1914
- Buprestis senecta Heyden, 1858
- Buprestis seorsus (Haupt, 1950)
- Buprestis sepulta Scudder, 1879
- Buprestis seyfriedi (Heer, 1847)
- Buprestis splendens Fabricius, 1775
- Buprestis sterbai Obenberger, 1943
- Buprestis striata Fabricius, 1775
- Buprestis strigosa Gebler, 1830
- Buprestis subornata (LeConte, 1860)
- Buprestis sulcicollis (LeConte, 1860)
- Buprestis tertiaria Scudder, 1879
- Buprestis tincta (Heer, 1862)
- Buprestis tradita Heyden, 1859
- Buprestis transversepicta Kerremans, 1897
- Buprestis ventralis Waterhouse, 1882
- Buprestis viridistriatus (Haupt, 1950)
- Buprestis viridisuturalis Nicolay & Weiss, 1918
- Buprestis zayasi Fisher, 1953